# Hocho
Hocho (o Hopcho) és un riu de Caixmir que neix a la rodalia del pas de Gantang a 31° 38′ N, 78° 48′ E / 31.633°N,78.800°E. L'aigua és poc fonda però agafa una amplada d'entre 200 i 300 metres en alguns punts. Desaigua al riu Sutlej.